# Charles-Amédée Thiébeauld
Charles-Amédée Thiébeauld, francoski general, * 1879, † 1972.